# دانيال ليام جلين
دانيال ليام جلين (بالإنجليزية: Daniel Liam Glyn)‏ هو ملحن أمريكي، ولد في 3 أكتوبر 1986 في مانشستر في المملكة المتحدة.

## وصلات خارجية
- الموقع الرسمي